# Diego Valverde Villena
Diego Valverde Villena (San Isidro, Lima, Perú, 6 de abril de 1967) es un poeta de nacionalidad boliviana, peruana y española.
Entre 1992 y 1998 ejerció como profesor de lengua y literatura en diversas universidades, especialmente en la Universidad Mayor de San Andrés de La Paz, Bolivia. Entre 2002 y 2004 trabajó en la Secretaría de Estado de Cultura de España. El 18 de enero de 2006 el Ayuntamiento de Valladolid lo nombró como director de la Feria del Libro de Valladolid, cargo que ostentó hasta junio de 2009. En 2010 retomó su carrera académica.

## Estudios
De padre español y madre boliviana, ambos naturalizados peruanos, Diego Valverde ha estado siempre unido a la literatura. Es licenciado en Filología Hispánica, en Filología Inglesa y en Filología Alemana por la Universidad de Valladolid (España) y es Magíster en Literatura Inglesa por la Universidad Complutense de Madrid. Ha llevado a cabo estudios de especialización en lengua y literatura en las universidades de Salamanca, Edimburgo, Dublín y Breslavia. Ha realizado estudios de doctorado en Literatura en las universidades de Oxford, Heidelberg, Tubinga, Chicago y Complutense de Madrid.

## Estilo
Según Julio Martínez Mesanza, la poesía de Valverde Villena es "un ejemplo de coexistencia perfecta entre vida y cultura". La variada formación de Valverde hace que beba de varias tradiciones, y que su poesía se halle entretejida de sutiles referencias a diversas culturas. La música, la antropología, la historia, el cine y la religión también hallan cabida en sus versos.
Mesanza habla de las influencias medievales en Valverde: los trovadores provenzales, el Minnesang alemán y Ausiàs March. Otros críticos han señalado el influjo del conceptismo barroco, especialmente de John Donne, y de T. S. Eliot en su manera de abordar la antropología y la religión y convertirlas en motivo poético.
Algunos críticos han llamado a los poemas breves de Valverde Villena "poemas de la centella", ya que concentran muchas ideas en unas pocas líneas. En palabras del poeta Ahmed Higazi, son "como meter un león muy grande en una jaula muy pequeña".

## Traducciones
Diego Valverde tiene una prolífica carrera como traductor de obras literarias desde el alemán, francés, inglés, italiano y portugués al castellano. Se ha ocupado, entre otros, de Arthur Conan Doyle, Rudyard Kipling, John Donne, Edmund Spenser, George Herbert, Ezra Pound, Emily Dickinson, Gerard Manley Hopkins, Mikolaj Sep-Szarzynski, Giorgio Manganelli, Joachim du Bellay, Paul Éluard, Pierre Reverdy, Valery Larbaud, Nuno Júdice, Jorge Sousa Braga, Fernando Assis Pacheco, Vinícius de Moraes, Manuel Bandeira, Graciliano Ramos, Sophia de Mello Breyner Andresen, Clarice Lispector, João Cabral de Melo Neto, Carlos Drummond de Andrade, E.T.A. Hoffmann, Hilde Domin, Rose Ausländer, Mascha Kaléko, Gottfried Benn y Paul Celan.

## Obra poética
- El difícil ejercicio del olvido, La Paz, Bolivia, 1997.

- Chicago, West Barry, 628, Sueltos de la Selva Profunda, Logroño, 2000.

- No olvides mi rostro, Huerga y Fierro editores, Madrid, 2001.

- Infierno del enamorado, Valladolid, 2002.

- El espejo que lleva mi nombre escrito, Darat al Karaz, El Cairo, 2006.

- Shir Hashirim, Ediciones del Caracol Descalzo, Madrid, 2006.

- Un segundo de vacilación. Antología personal, Plural editores, La Paz, Bolivia, 2011.

- Panteras, Huerga y Fierro editores, Madrid, 2015.

- Una granada entreabierta. Poesía reunida 1995-2022, Plural editores, La Paz, 2023.

## Inclusión en antologías
- 33 de Radio 3, Calamar/RNE 3, Madrid, 2004.

- Antología de poesía española y egipcia contemporánea, Instituto Egipcio de Estudios Islámicos, Madrid, 2005.

- Diez poetas, diez músicos, Calambur, Madrid, 2008.

- Voces de la literatura boliviana, Fundación Patiño/ Carrera de Literatura, La Paz, 2011.

- Las dos hermanas. Antología de la poesía española e hispanoamericana del siglo XX sobre pintura, selección y prólogo de Enrique Andrés Ruiz, Fondo de Cultura Económica, Madrid, 2011.

## Ensayos
- Para Catalina Micaela: Álvaro Mutis, más allá del tiempo, UMSA, La Paz, Bolivia, 1997.

- Varado entre murallas y gaviotas. Seis entradas en la bitácora de Maqroll el Gaviero, Gente Común, La Paz, 2011.

- Dominios inventados, Plural, La Paz, 2013 (2.ª ed., 2017).

- Vetas literarias. Ensayos de un ensayador potosino, La Paz, Plural, 2022.

- “Poesía boliviana reciente” en La Jornada Semanal, México, junio de 1999.[4]

- “El espejo de la calle Gaona: los pasadizos entre ficción y realidad en Jorge Luis Borges”, Clarín, 30, nov.-dic. 2000, pp. 5-10.

- “Don Álvaro ante el rey, tantos años después”, Clarín, 32, marzo-abril de 2001, pp. 3-8.

- “Mujeres de mirada fija y lento paso: el eterno femenino en la poesía de Álvaro Mutis”, Excelsior, México, 7 de junio de 2002.

- “Hechos de armas bajo la bandera de Álvaro Mutis”, Letras Libres, 10, julio de 2002, pp. 46-48.

- “Spain: Agape and conviviality at the table”, en Culinary Cultures of Europe, Council of Europe Publishing, Strasbourg, 2005.

- “Al amparo de Isis (un viaje a Egipto)”, en Clarín, 63, mayo-junio de 2006, pp. 66-68.

- "Cuando Stonewall Jackson conoció al General Lee: una semblanza de José María Álvarez", introducción a Los prodigios de la cera de José María Álvarez, Caracas, 2008.

- "Los caminos de T. S. Eliot", en Renacimiento, 59-60, Sevilla, 2008, pp. 106-108.

- "Retorno a Wordsworth" en Proa, 74, Buenos Aires, 2009, pp. 55-59.

- "Soy un Orfeo criollo", en Intramuros, 30, 2009, pp. 36-37.

- "Víctor Manuel Mendiola: una respiración poética", introducción a Vuelo 294 y otros poemas de Víctor Manuel Mendiola, Madrid, 2010, pp. 7-9.

- Epílogo a El hombre de la arena de E.T.A. Hoffmann, Metropolisiana, Sevilla, 2011, pp. 69-77.

- "Anotaciones al pliego de historia de Maqroll el Gaviero",  Nueva Revista de Política, Cultura y Arte, marzo-abril de 2002.

- "Kafka, el proceso que no cesa",  Nueva Revista de Política, Cultura y Arte, septiembre-octubre de 2001.

- "La transmigración de las batallas", Nueva Revista de Política, Cultura y Arte, marzo-abril de 2000.

- "Elección y destino en Eric Rohmer" en "Tendencias", suplemento cultural del diario La Razón, La Paz, 15 de septiembre de 2013.

- "Octavio Paz, cosmógrafo", en Turia, 123, 2017.

- "Le regard qui écrit" ("Pierre Michon, la mirada que escribe"), en Cahiers de L'Herne 120, número dedicado a Pierre Michon, París, 2017.

- "San Juan de la Cruz: poeta de poetas", en Actas del III Congreso Mundial Sanjuanista, Fonte/Universidad de la Mística, Burgos, 2020, págs. 533-548.

- "Intersección Bruckner: Jaime Saenz se encuentra con Sergiu Celibidache", en Khana, 61, La Paz, 2020, págs. 360-369.

- "Tres caligramas de Eduardo Mitre", en Khana, 61, La Paz, 2020, págs. 370-375.

- "Cuando las panteras leen: Clarice Lispector", en Turia, 140, 2021.

- "Los cuadernos del naturalista Luis Hernández", en Cuadernos Hispanoamericanos, 875, junio 2023, pág. 81.

## Traducciones de prosa
- Nuestro visitante de medianoche y otras historias, de Arthur Conan Doyle, Valdemar, Madrid, 2001.

- El parásito y otros cuentos de terror, de Arthur Conan Doyle, traducciones de Amando Lázaro Ros, Diego Valverde Villena y José Luis Velázquez, Valdemar, Madrid, 2020.

- La vida imperial de Rudyard Kipling, de David Gilmour, Seix Barral, Barcelona, 2003.

- El hombre de la arena, de E.T.A. Hoffmann, Metropolisiana, Sevilla, 2011.

- Gramática esencial, de Ennio Flaiano, en El Duende, suplemento de La Patria, Oruro, 2022.

## Ediciones críticas
- Álvaro Mutis, La voz de Álvaro Mutis, edición de Diego Valverde Villena, Poesía en la Residencia, Residencia de Estudiantes, Madrid, 2001.

- Luis Alberto de Cuenca, De amor y de amargura, edición, selección y prólogo de Diego Valverde Villena, Renacimiento, Sevilla, 2005.

- VV. AA., Gaviero. Ensayos sobre Álvaro Mutis, edición y prólogo de Diego Valverde Villena, Verbum, Madrid, 2014.